# Heinrich Mailänder
Heinrich Mailänder war ein deutscher Bankier aus Fürth.

## Leben
Er war der Sohn des Fürther Brauereibesitzers Wolf Wilhelm Mailänder, der die Bergbräu Mailänder begründet hatte.
Mailänder war Teilhaber bzw. Inhaber der Firma Heinrich Mailänder in Fürth in Bayern, gelegen in der dortigen Friedrichstr. 21, und Vorsitzender bzw. Mitglied zahlreicher Aufsichtsräte.
Er war Gründer der Hotelactiengesellschaft zu Fürth. Zudem war er Mitglied im Aufsichtsrat der Süddeutschen Lloyd-Dynamowerke in Erlangen, ferner Mitgründer der Kriegskreditbank Aktiengesellschaft zu Fürth im Jahre 1914.
Mailänder war Mitglied des Bezirksausschusses Nürnberg der Reichsbank sowie Mitglied im Ausschuss des Centralverbandes des Deutschen Bank- und Bankiergewerbes (E.V.).
Ferner war er Mitglied der IHK Nürnberg.
Mailänder wurde als einer der bedeutendsten deutschen Privatbankiers bezeichnet. Er war im Vorstand deutscher Privatbankiers.
1933 musste seine Firma auf Intervention der Nationalsozialisten in Liquidation treten.

## Ehrungen
- Ernennung zum Geheimen Kommerzienrat
- Handelsrichter bei der Kammer für Handelssachen am Landgericht Fürth[12]

## Auszeichnungen
- Ludwigskreuz[13]